# Saint Vincent og Grenadinerne ved OL
Saint Vincent og Grenadinerne deltog første gang i olympiske lege under sommer-OL 1988 i Seoul og har siden deltaget i samtlige efterfølgende sommerlege. Nationen har aldrig deltaget i vinterlegene og har aldrig vundet nogen olympiske medaljer.

## Medaljeoversigt
| Saint Vincent og Grenadinernes medaljer under de olympiske sommerlege | Saint Vincent og Grenadinernes medaljer under de olympiske sommerlege | Saint Vincent og Grenadinernes medaljer under de olympiske sommerlege | Saint Vincent og Grenadinernes medaljer under de olympiske sommerlege | Saint Vincent og Grenadinernes medaljer under de olympiske sommerlege | Saint Vincent og Grenadinernes medaljer under de olympiske sommerlege |
| --------------------------------------------------------------------- | --------------------------------------------------------------------- | --------------------------------------------------------------------- | --------------------------------------------------------------------- | --------------------------------------------------------------------- | --------------------------------------------------------------------- |
| Lege                                                                  | Guld                                                                  | Sølv                                                                  | Bronze                                                                | Totalt                                                                | Rang                                                                  |
| 1988 Seoul                                                            | 0                                                                     | 0                                                                     | 0                                                                     | 0                                                                     | –                                                                     |
| 1992 Barcelona                                                        | 0                                                                     | 0                                                                     | 0                                                                     | 0                                                                     | –                                                                     |
| 1996 Atlanta                                                          | 0                                                                     | 0                                                                     | 0                                                                     | 0                                                                     | –                                                                     |
| 2000 Sydney                                                           | 0                                                                     | 0                                                                     | 0                                                                     | 0                                                                     | –                                                                     |
| 2004 Athen                                                            | 0                                                                     | 0                                                                     | 0                                                                     | 0                                                                     | –                                                                     |
| 2008 Beijing                                                          | 0                                                                     | 0                                                                     | 0                                                                     | 0                                                                     | –                                                                     |
| 2012 London                                                           | 0                                                                     | 0                                                                     | 0                                                                     | 0                                                                     | –                                                                     |
| 2016 Rio de Janeiro                                                   | 0                                                                     | 0                                                                     | 0                                                                     | 0                                                                     | –                                                                     |
| 2020 Tokyo                                                            |                                                                       |                                                                       |                                                                       |                                                                       |                                                                       |